# Недра (радиостанция)
«Не́дра» — серия советских средневолновых носимых радиостанций гражданского назначения, выпускавшихся на заводе им. Козицкого в г. Ленинграде с 1960 года. Разрабатывались для оснащения геологоразведочных партий, но применялись и в других отраслях народного хозяйства. Первая в СССР радиостанция, использующая однополосную модуляцию и не предназначенная для армии.

## Конструкция и технические характеристики

### «Недра-1» (1960)
Руководитель разработки — И. А. Народицкий (1915—1999). Используется симплексная связь с нижней боковой полосой на одной фиксированной частоте с кварцевой стабилизацией. Выпускалась в четырёх вариантах, отличавшихся рабочей частотой — 1640, 1730, 1850 и 1935 кГц (обозначались А, Б, В и Г соответственно). Выполнена по трансиверной схеме на 15 миниатюрных стержневых радиолампах и двух германиевых диодах. Приёмная часть — супергетеродин с одним преобразованием частоты, промежуточная частота — 500 кГц. Для подавления несущей и нежелательной боковой полосы применён электромеханический фильтр, общий для приёмного и передающего трактов. Приёмопередатчик собран в пластмассовом корпусе и имеет форму телефонной трубки. В комплект входят две антенны — штыревая длиной 1 м и «наклонный луч» длиной 12 м с противовесом такой же длины. Весь комплект (приёмопередатчик, источник питания, антенны) размещается в металлическом футляре.
- Выходная мощность передатчика — 0,2…0,3 Вт.
- Чувствительность приёмника при выходной мощности 1 мВт — 0,5 мкВ.
- Дальность уверенной связи:
  - со штыревой антенной — до 5 км;
  - с антенной «наклонный луч» — до 30 км.
- Источник питания — специальная сухая батарея с напряжениями 1,2; 15; 60 и 120 В.
- Время работы от одной батареи при соотношении времени приёма и передачи 1:1 — 25 час.
- Размеры футляра для переноски радиостанции — 285×190×100 мм.
- Масса комплекта — 5,0 кг.
- Масса приёмопередатчика — 0,8 кг.

### «Недра-П» (1964)
В отличие от первой модели собрана на 16 транзисторах и двух диодах по аналогичной структурной схеме. Выпускалась сериями на фиксированные частоты в диапазоне 1,5…2,0 МГц с разносом 5 кГц. Используется верхняя боковая полоса, поэтому связь со станциями «Недра-1» невозможна. Длина штыревой антенны — 1,8 м. Переход от специальной батареи на универсальное питание 12 вольт и небольшой потребляемый ток значительно улучшили эксплуатационные качества модели. Конструктивное оформление осталось прежним.
- Выходная мощность передатчика — 0,3…0,4 Вт.
- Чувствительность приёмника при выходном напряжении 1 В и отношении сигнал/шум 3:1 — 1 мкВ.
- Дальность уверенной связи:
  - со штыревой антенной — до 20 км;
  - с антенной «наклонный луч» — до 50 км.
- Источник питания — батарея из восьми элементов «Сатурн» (373) общим напряжением 12 В или три батареи КБС-Х-0,7 (3336).
- Время работы от одного комплекта источников питания при соотношении времени приёма и передачи 1:1:
  - от элементов «Сатурн» — до 50 часов;
  - от батарей КБС-Х-0,7 — до 20 часов.
- Размеры футляра для переноски радиостанции — 285×190×120 мм.
- Масса комплекта — около 4 кг.

### «Недра-3»
Принципиальная схема несколько изменена по сравнению с «Недра-П», использованы более современные типы транзисторов (МП40 вместо П14). Изменена схема усилителя ВЧ и смесителя приемника — они собраны не по каскодной схеме, а по обычной с общим эмиттером, что позволило уменьшить количество транзисторов. Регулировка громкости в «Недра-3» осуществляется не по звуковой, а по промежуточной частоте. Конструкция и комплектация, судя по имеющимся источникам, остались прежними.
- Выходная мощность передатчика — 0,5 Вт.
- Чувствительность приёмника — не хуже 3 мкВ.

### Прочие модификации
По схеме «Недра-П» выпускалась также стационарная радиостанция РТС-1, выполненная в виде настольного телефонного аппарата с отдельным блоком питания. Выходная мощность передатчика до 0,5 Вт, масса комплекта — 6 кг.

### Совместимость с другими типами радиостанций
«Недра-П» может работать, при условии совпадения фиксированных частот, с радиостанциями «Полоса» и «Олень» (РСО-5, РСО-5М), «Полоса-2» (28РТ-50-2-ОМ), «Карат» (6РТ-0.5-2-ОМ), «Карат-М» (61РТ-0,5-2-ОМ), «Карат-2» (10Р30), «Нива-М» (62РТ-0,5-2-ОМ), «Гроза-2» (30РТ-2-5-ОМ) и с любой широкодиапазонной КВ радиостанцией, захватывающей нужную рабочую частоту, например «Ангара-1» (2Н20), «Алмаз-М» (41РТ-2-5-ОМ). Совместимость радиостанции «Недра-1», работающей на нижней боковой полосе, обеспечить сложнее, так как в большинстве мобильных КВ радиостанций применяется однополосная модуляция на верхней боковой полосе, при этом возможность переключения на нижнюю боковую полосу отсутствует.